# Chiron volvulus
Chiron volvulus là một loài bọ cánh cứng trong họ Bọ hung (Scarabaeidae).